# Galagiji
Galagiji (Galagonidae, nagapiji što znači „noćni majmuni” na Afrikanerskom) su porodica iz reda primata. Oni su mali noćni primati poreklom iz kontinentalne, podsaharske Afrike, i čine porodicu Galagidae (takođe se ponekad nazivaju Galagonidae). Blisko su srodni s lorisima i ranije su smatrani njihovom podporodicom. Imaju pet rodova i ukupno 25 vrsta.
Prema Afričkoj fondaciji za divlje životinje, po raznolikosti i po zastupljenosti, galagiji su najuspešniji strepsirhinski primati u Africi.

## Rasprostranjenost
Galagiji žive u Africi, južno od Sahare, ali ih nema na Madagaskaru. U nekim su područjima vrlo česti.

## Opis
Uši i njuške im se završavalju šiljasto, pa im izgled glave malo podseća na mačju. Ekstremiteti su puno više prilagođeni penjanju i hvatanju nego brzom trčanju. Krzno im je meko i gusto, a boja se, zavisno od vrste, kreće između srebrno sive i naranđasto smeđe. Imaju velike oči koje su tipične za životinje koje su aktivne noću. Često čupavi rep je obično duži od polovine dužine tela.
Dužina tela im se kreće od oko 11 cm kod patuljastih galagija do gotovo 50 cm koliko dosižu veliki galagiji uz težinu od 50 grama do oko 2 kilograma, pri čemu su mužjaci oko 10% teži od ženki.

## Način života
Galagiji su brzi i mogu skaкati na udaljenosti do 12 m (za razliku od lorisa koji su spori i gotovo uopće ne skaču). Vrlo su aktivni noću, ali ne isključivo. Veći deo dana provode mirujući u gustoj vegetaciji ili u dupljama u stablima.
Socijalno ponašanje im je različito. Ponekad se okupljaju na spavanje u velike grupe da bi se, nakon buđenja, razišli u pojedinačnu potragu za hranom. Ponekad se sreću grupe od sedam do devet životinja koje žive zajedno, a porodične grupe su česte. Galagiji su teritorijalne životinje i brane svoje područje (odnosno, zajednički brane područje na kojem živi grupa) od uljeza, a ponekad samo od istospolnih pripadnika svoje vrste. Mnoge vrste trljaju ekstremitete urinom i tako obeležavaju svojim mirisom područje kojim se kreću a smatraju ga svojim. Glasanjem koje podseća na plač malih beba obeležavaju svoje područje, dok drugačijim glasovima upozoravaju jedinke svoje vrste na opasnost.

## Hrana
Galagosi se od vrste do vrste značajno razlikuju. Neke su vrste pretežno bubojedi, dok u prehrani drugih preteže biljna prehrana (lišće, voće ili sokovi drveća).

## Razmnožavanje
Nakon skotnosti od četiri mjeseca, ženke dva puta godišnje donose na svet dvoje (ređe jedno ili troje) mladunaca. Ponekad se majka radi koćenja povlači iz grupe, kako mužjak ne bi ubio novorođenčad. Pri uzrastu od 4 nedelje mladunci počinju da jedu i čvrstu hranu, a sa šest do jedanaest nedelja prestaju da sisaju. Polnu zrelost dosežu kad napune godinu dana. Životinje u zatočeništvu mogu doživjeti do 16 godina. Prema veterinarskim i zoološkim izvorima u zatočeništvu žive od 12,0 do 16,5 godina, iz čega se može zaključiti da njihova prirodna dužina života premašuje dekadu.

## Ugroženost
Za razliku od drugih primata, galagiji su u prirodi prilično česti.

## Taksonomija
Galagiji su trenutno grupisani u šest rodova. Euoticus je bazalni sestrinski takson svih ostalih galagija. 'Patuljasti' galagiji su nedavno grupirani u rod Galagoides, na osnovu genetskih podataka i podržanih analizom vokalizacije i morfologije, zapravo sastoje od dve klade, koje nisu sestrinski taksoni, u istočnoj i zapadnoj/centralnoj Africi (odvojene rasednom dolinom). Potonji su bazalni za sve ostale galagije koji nisu Euoticus. Bivša grupa je sestra sa Galago i uzdignuta je u status punog roda kao Paragalago. Rodovi Otolemur i Sciurocheirus su takođe sestrinski.
Filogenija familije Galagidae prema Masters et al. iz 2017 je sledeća:
|  | Galago     |
|  |            |
|  | Paragalago |
|  |            |

|  | Otolemur      |
|  |               |
|  | Sciurocheirus |
|  |               |

|  | Galago     |
|  |            |
|  | Paragalago |
|  |            |

|  | Otolemur      |
|  |               |
|  | Sciurocheirus |
|  |               |

|  | Galago     |
|  |            |
|  | Paragalago |
|  |            |

|  | Otolemur      |
|  |               |
|  | Sciurocheirus |
|  |               |

|  | Galago     |
|  |            |
|  | Paragalago |
|  |            |

|  | Otolemur      |
|  |               |
|  | Sciurocheirus |
|  |               |

|  | Galago     |
|  |            |
|  | Paragalago |
|  |            |

|  | Otolemur      |
|  |               |
|  | Sciurocheirus |
|  |               |

|  | Galago     |
|  |            |
|  | Paragalago |
|  |            |

|  | Otolemur      |
|  |               |
|  | Sciurocheirus |
|  |               |

|  | Galago     |
|  |            |
|  | Paragalago |
|  |            |

|  | Otolemur      |
|  |               |
|  | Sciurocheirus |
|  |               |

|  | Galago     |
|  |            |
|  | Paragalago |
|  |            |

|  | Otolemur      |
|  |               |
|  | Sciurocheirus |
|  |               |

### Rodovi
- imaju nokte oblikovane na poseban način.
- Galago odnosno obični galagiji za razliku od drugih rodova ne žive samo u šumama, nego ih se mogu sresti i u savanama.
- su obilježeni kretanjem koje podsjeća na žabe.
- , ili patuljasti galagiji su najmanji pripadnici ove porodice.
- , za velike galagije su tipični čupavi repovi. To su najveći galagiji.

### Vrste
- †Laetolia sadimanensis[11]

Podvrste

## Genomika
Genomska sekvenca niskog pokrića severnog velikog galaga, O. garnettii, je obarađena. Kako se galagiji smatraju 'primitivnim' primatima, ova sekvenca je posebno korisna u premoštavanju sekvenci viših primata (makakiji, šimpanze, ljudi) i vrsta koje nisu prmati, kao što su glodari. Planirano dvoprolazno pokriće nije dovoljno da se kreira potpuni genomski sklop, ali pruža komparativne podatke za većinu ljudskih skupova.

## Ponašanje
Generalno, društvena struktura galaga ima komponente društvenog i usamljeničkog života. To se vidi u njihovoj igri. Oni se ljuljaju sa grana ili se penju visoko i bacaju stvari. Društvena igra uključuje tuče u igri, doterivanje i praćenje igre. Tokom prateće igre, dva galaga sporadično skaču i jure jedan drugog kroz drveće. Stariji galagiji u grupi radije se odmaraju sami, dok su mlađi u stalnom kontaktu jedni sa drugima. Ovo se primećuje kod vrste Galago garnetti. Majke često ostavljaju bebe same na duge periode i ne pokušavaju da ih spreče da odu. S druge strane, potomstvo pokušava da ostane blizu majke i započne društvene interakcije sa majkom.
Nega je veoma važan deo svakodnevnog života galaga. Oni se često timare pre, tokom i posle odmora. Društveno timarenje češće obavljaju muškarci u grupi. Ženke često odbijaju pokušaje mužjaka da ih timare.

## Odnos sa ljudima
Galago se takođe odnosi na mit koji se koristi da se plaše deca da ostanu u kući noću. Najverovatnije proizašla iz zvuka nalik na plač bebe, neobična priroda je evoluirala u mit o moćnoj životinji koja može da kidnapuje ljude. Takođe se kaže da se galagiji u Nigeriji nikada ne mogu naći mrtvi na običnom tlu. Umesto toga, prave gnezdo od štapova, lišća ili grana da bi uginuli. Ugroženost vrsta u podsaharskoj Africi otežava proveru ove tvrdnje.